# یوزف چاپک
یوزف چاپک (چکی: Josef Čapek; ۲۳ مارس ۱۸۸۷ – ۱ آوریل ۱۹۴۵) هنرمند اهل کشور چکسلواکی بود که بیشتر به عنوان یک نقاش شناخته می شد، اما به عنوان نویسنده و شاعر نیز مورد توجه قرار گرفت. او کلمه "ربات" را اختراع کرد که توسط برادرش کارل چاپک وارد ادبیات شد.